# Тотанес
Тотанес (ісп. Totanés) — муніципалітет в Іспанії, у складі автономної спільноти Кастилія-Ла-Манча, у провінції Толедо. Населення — 421 особа (2010).
Муніципалітет розташований на відстані близько 90 км на південний захід від Мадрида, 23 км на південний захід від Толедо.

## Демографія
Динаміка населення (INE ):

## Галерея зображень

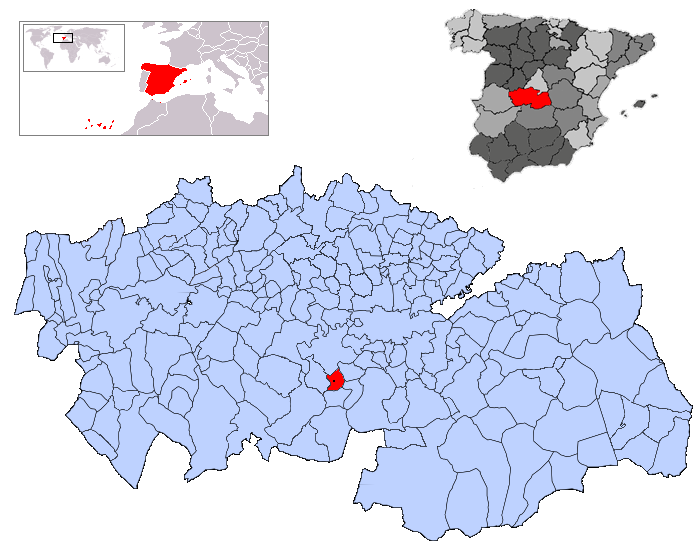
Розташування муніципалітету у провінції Толедо